# Konstantinsthermen (Rom)

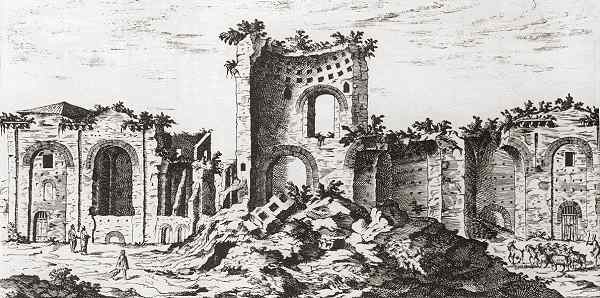
Überreste der Thermen im 16. Jahrhundert

Die Konstantinsthermen waren die letzten großen Thermen, die im antiken Rom erbaut wurden. Sie wurden möglicherweise von Kaiser Maxentius begonnen und unter Konstantin dem Großen vollendet.

## Konstruktion und Architektur
Über die Thermen, die in der Regierungszeit Konstantins im Juli 315 n. Chr., als dieser sich in Rom aufhielt, eingeweiht wurden, ist nur wenig bekannt. Sie wurden auf dem unregelmäßigen freien Raum zwischen dem Vicus Longus, der Alta Semita, dem Clivus Salutis und dem Vicus laci Fundani erbaut. Da das Gelände hügelig war, wurden die bereits auf dem Gelände stehenden Wohnhäuser aus dem 3. Jahrhundert als Unterbau verwendet, um eine Ebene zu erhalten, auf der die Thermen errichtet wurden. Aufgrund der verfügbaren Grundstücksfläche unterscheiden sich die Thermen von allen anderen in Rom. So wurde beispielsweise auf beiden Seiten des Caldariums auf Vorräume verzichtet, da der verfügbare Platz zu schmal war. Die Anlage war von Norden nach Süden ausgerichtet, um die Sonne zur Erwärmung zu nutzen. Die Haupteingänge lagen in der Mitte der Nordseite und im Westen, von wo aus eine Freitreppe vom Hügelgipfel zum Marsfeld (Campus Martius) hinunterführte.
Da das Hauptgebäude sämtlichen Raum zwischen den Straßen im Westen und Osten einnahm, wurde auf den üblichen Peribolos verzichtet und nur der Vorderteil der Anlage mit einer halbkreisförmigen Umfassungsmauer umgeben, wo heute der Palazzo della Consulta steht. Das Frigidarium scheint seine längere Achse in Nordsüdausrichtung besessen zu haben statt in Ost-West-Ausrichtung. Dahinter befanden sich das Tepidarium und das Caldarium, jeweils in runder Form.
Zwei Erwähnungen der Thermenanlage in antiken Quellen finden sich bei Aurelius Victor, und bei Ammianus Marcellinus. Der von ihm angesprochene Versuch einer Brandstiftung gehört ins Jahr 367. Eine weitere Beschädigung mag während der Besetzung Roms durch die Westgoten des Heerkönigs Alarich I. im August 410 vorgekommen sein. Darüber hinaus wird die Anlage im 9. Jahrhundert im Itinerarium Einsidlense genannt.
Die Bäder litten im Jahrhundert nach ihrer Errichtung stark durch Feuer und Erdbeben und wurden 443 n. Chr. vom Stadtpräfekten Petronius Perpenna Magnus Quadratianus renoviert, was inschriftlich belegt ist. Zu dieser Zeit könnten die beiden Dioskurenstatuen, die sich jetzt auf der Piazza del Quirinale befinden, in den Thermen aufgestellt worden sein.
Im 13. Jahrhundert  baute sich die römische Adelsfamilie Colonna aus den Überresten der Thermen ein Kastell, ebenso wie im Augustusmausoleum.

## Wiederentdeckung
Zu Beginn des sechzehnten Jahrhunderts waren noch genügend Mauerreste der Anlage vorhanden, die es den damaligen Architekten ermöglichten, Grundrisse und Zeichnungen anzufertigen, von denen das meiste heutige Wissen über die Anlage stammt. Die Überreste wurden zwischen 1605 und 1621 während des Baus des später so genannten Palazzo Pallavicini Rospigliosi im Auftrag von Kardinal Scipione Borghese beinahe vollständig zerstört. Allerdings wurden ein Jahrhundert später einige Reste wiederentdeckt. Sie können nun in der Nähe des Casinos des Palazzos besichtigt werden. Weitere Ruinenteile wurden beim Bau der Via Nazionale 1876–1897 gefunden, aber weitgehend zerstört.

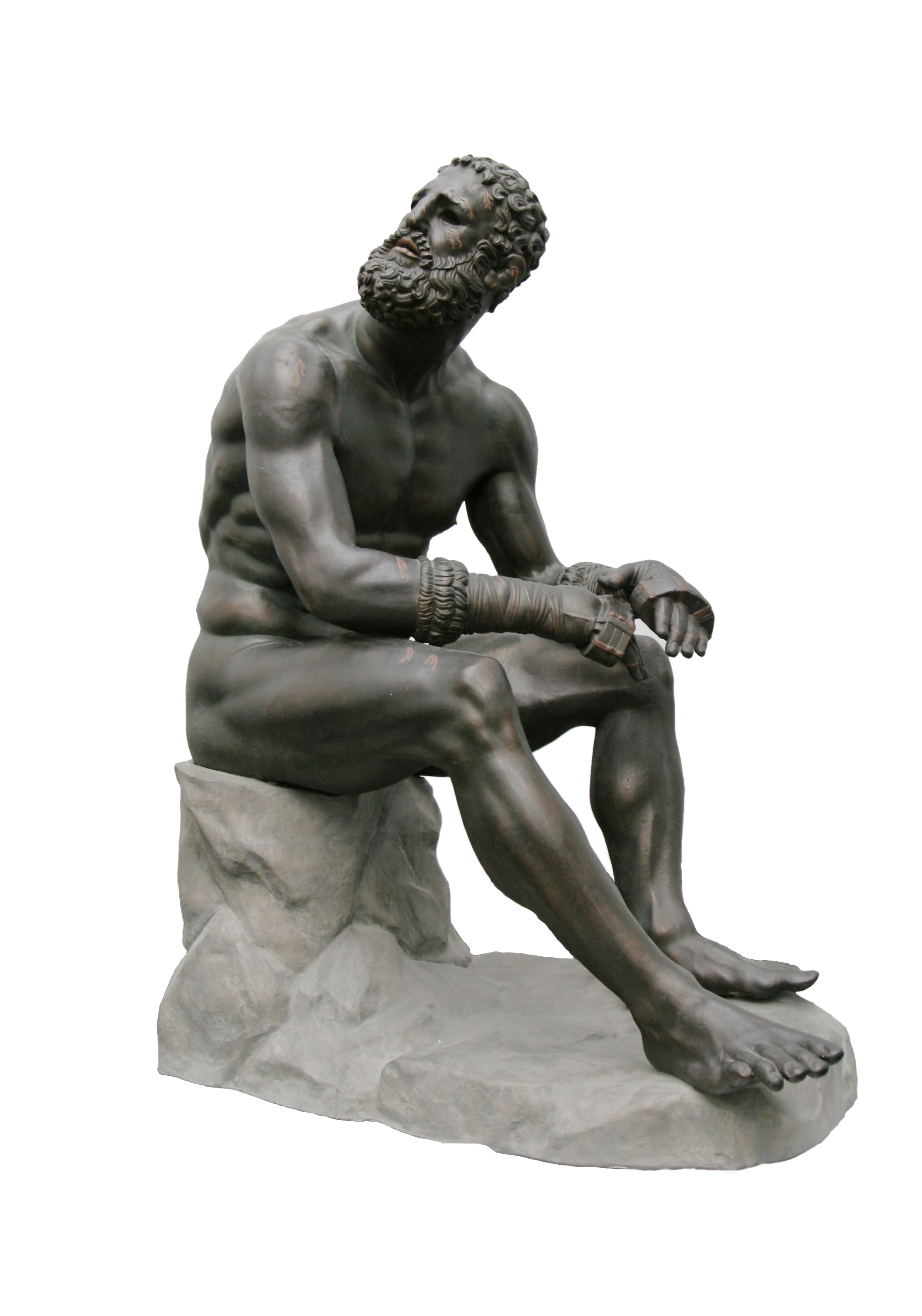
Faustkämpfer vom Quirinal

## Kunstwerke
Auf dem Gelände der Thermen wurden mehrere bekannte Kunstwerke gefunden, darunter:
- Die Bronzestatue eines Faustkämpfers und eines Athleten, die sich nun im Römischen Nationalmuseum befinden.
- Zwei Statuen von Konstantin, von denen eine jetzt im Pronaos des Laterans steht, die andere im Kapitolinischen Museum zusammen mit einer Statue seines Sohns Constantius.[10]
- Fresken, ursprünglich bis etwa 1929 im Palazzo Pallavicini Rospigliosi[11] und nun im Museo Nazionale Romano – diese stammen aus einem früheren Gebäude, vielleicht der Domus Claudiorum.